# Cell Press
Cell Press — издательство корпорации Elsevier, публикующее биомедицинские журналы, включая Cell и Neuron.

## История
В январе 1974 года Бенджамин Льюин основал журнал Cell под эгидой MIT Press. Затем он выкупил название и в 1986 году основал независимую компанию Cell Press. Компания начал публикацию следующих новых журналов: Neuron в марте 1988 года; Immunity в апреле 1994 года; и Molecular Cell в декабре 1997 года. В апреле 1998 года продал Бенджамин Левин Cell Press компании Elsevier и в октябре 1999 года ушёл из компании.
С тех пор Cell Press выпустила ряд новых изданий: Developmental Cell в июле 2001 года; Cancer Cell в феврале 2002 года; Cell Metabolism в январе 2005 года; Cell Host & Microbe в марте 2007 года; Cell Stem Cell в июле 2007 года; Cell Systems в июле 2015 года; Chem в июле 2016 года; Joule в сентябре 2017 года; iScience в марте 2018 Joule; и One Earth в сентябре 2019 года.
Между тем, к группе Cell Press присоединились ещё три журнала Elsevier: Current Biology, созданный в январе 1996 года, который стал частью Cell Press в начале 2001 года; Cell Chemical Biology (прежнее название Chemistry & Biology) был основан 15 апреля 1994 года и присоединился к Cell Press в январе 2002 года; и Structure, запущенный в 1993 году, который объединился с журналом Folding & Design в начале 1999 года. В этот момент название изменилось на Structure with Folding & Design, но затем снова поменялось на Structure в начале 2001 года, когда журнал присоединился к Cell Press.
В октябре 1995 года был запущен сайт Cell.com, который содержит оглавления, аннотации и информацию для авторов и подписчиков. Полнотекстовые онлайн-версии на Cell.com, Neuron.org и Immunity.com были запущены в июле 1997 года.